# 克萊頓 (新墨西哥州)
克萊頓（英語：Clayton）是一個位於美國新墨西哥州尤寧縣的市鎮。同時該地也是尤寧縣的縣治。

## 地方資料
克萊頓的座標為36°26′59″N 103°10′51″W / 36.44972°N 103.18083°W，而該地的海拔高度為1541米（即5056英尺）。根據2020年美國人口普查，該地共人口2643人，而該地的面積約為20.19平方千米。